# Giovanni De Gamerra
Giovanni De Gamerra (Livorno, 26 dicembre 1742 – Vicenza, 29 agosto 1803) è stato un librettista italiano.
Nato a Livorno da una famiglia di origine spagnola (o maltese) stabilitasi in Toscana agli inizi del Settecento, Giovanni De Gamerra è principalmente noto per aver scritto il libretto di Lucio Silla, opera messa in musica da Wolfgang Amadeus Mozart nel 1772. 
Fu anche autore di un poema eroicomico, La Corneide, narrante di famosi tradimenti nelle coppie di dei e di umani, e di una traduzione del libretto di Emanuel Schikaneder Die Zauberflöte, andato in scena in italiano come Il flauto magico a Praga qualche anno dopo la morte di Mozart, autore dell'originale tedesco: la versione italiana, con recitativi puri al posto dei recitati tipici del Singspiel, ebbe un notevole successo nell'Europa di quegli anni, arrivando anche a Lipsia.